# 1470-е годы
1470-е (ты́сяча четы́реста семидеся́тые) го́ды по юлианскому календарю — промежуток времени с 1 января 1470 года по 31 декабря 1479 года, включающий 1470 год 7-го десятилетия   и с 1471 по 1479 годы    8-го десятилетия XV века 2-го тысячелетия.  Они закончились 546 лет назад.

## Важнейшие события

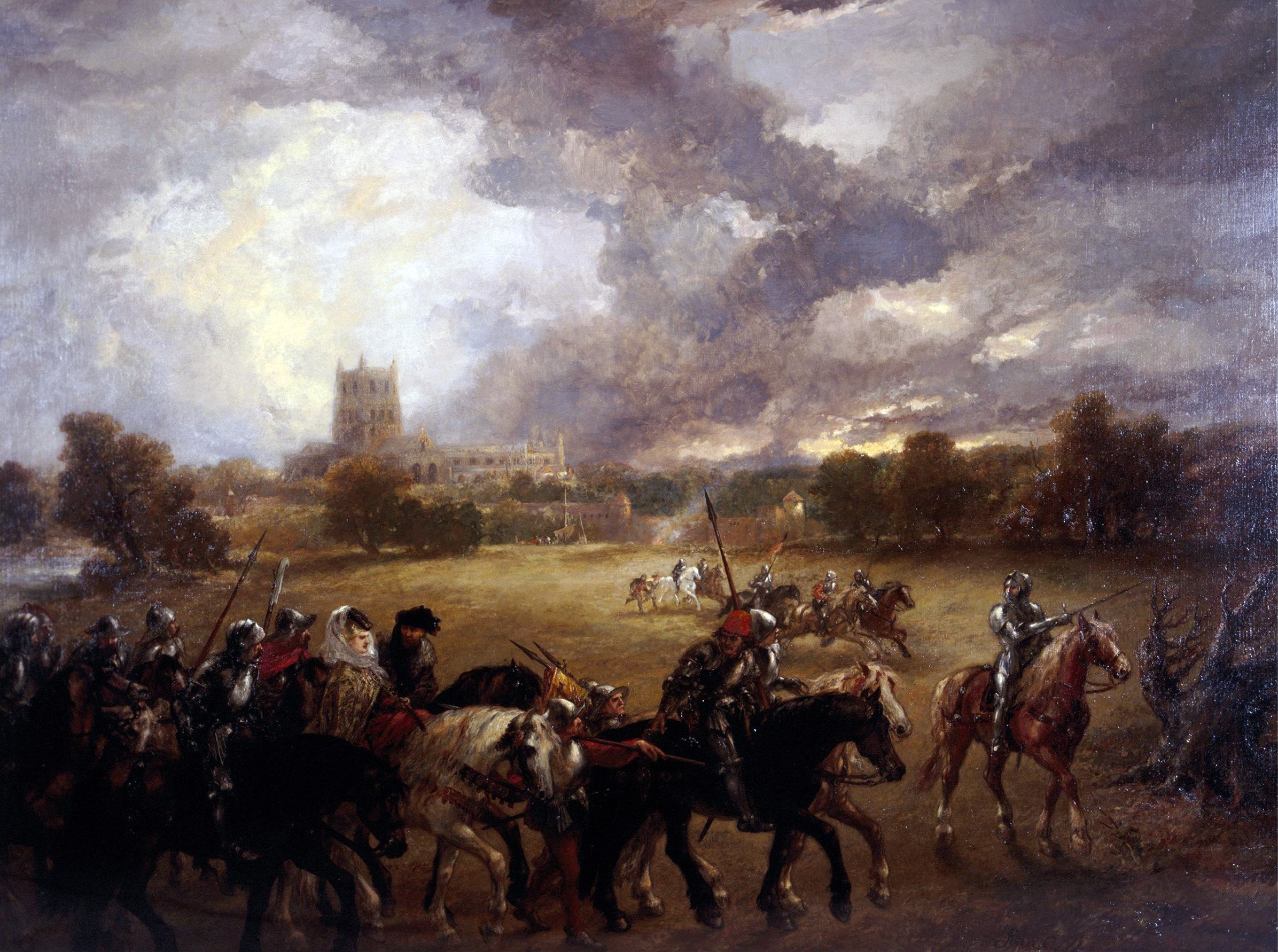
Пленение Маргариты Анжуйской после битвы при Тьюксбери (Гилберт, Джон (художник))

- Силы Большой Орды разбиты молдавской армией в битве под Липницей (1470)[1].
- Битва при Тьюксбери (1471) в ходе войны Алой и Белой розы (1455—1487).
- Бургундские войны (1474—1477). Бургундия присоединена к Франции, Нидерланды к Священной Римской империи.
- Война за кастильское наследство (1475—1479).
- Заговор Пацци (1478) во Флоренции.
- Новгородская республика присоединена к Великому княжеству Московскому (1478) после Шелонской битвы (1471).
- Крымское ханство стало вассалом Османской империи (1478). Турки потерпели поражение от венгров в Битве на Хлебовом поле (1479).
- В Северной Юани начало процесса объединения монгольских туменей имератрийцей Мандухай и Даян-ханом (1479).

## Культура
- Пьеро делла Франческа (1420—1492), художник . «Урбинский диптих» (1472).

## Правители
- Лоренцо Медичи, фактический правитель Флоренции (1469—1492).